# Norton and Lenchwick
 (septembre 2023).
Pour les articles homonymes, voir Norton.
Norton and Lenchwick est une paroisse civile du Worcestershire, en Angleterre.